# 阿波水軍
阿波水軍（あわすいぐん）は、森家が率いた阿波徳島藩の水軍である。

## 歴史
森甚五兵衛という名（仮名）は代々、森家の当主に襲名された。森家は、豊臣秀吉により1590年に天下統一される以前から、阿波の水軍の長であった。そのため阿波水軍は、狭義には徳島藩の水軍であるが、広義には安土桃山時代の蜂須賀家の阿波入国以前の森家の率いる水軍も指す。
朝鮮の役、大坂冬の陣および大坂夏の陣の功績など、徳川家の幕藩体制が確立する過程で重要な役割を果たした。
蜂須賀家支配下の徳島藩にあって、水軍の長である森家は藩の中老職にあり、参勤交代をもっぱら担当した。また、16代森甚五兵衛村晟は、戊辰戦争で明治政府側に家臣団を連れて従軍し、各地を転戦した。